# Dentiraja
A Dentiraja a porcos halak (Chondrichthyes) osztályának rájaalakúak (Rajiformes) rendjébe, ezen belül a valódi rájafélék (Rajidae) családjába tartozó nem.

## Tudnivalók
A Dentiraja-fajok előfordulási területe az Indiai-óceán és a Csendes-óceán határán van. Ezek a porcos halak fajtól függően 32,6–72,3 centiméteresek.

## Rendszerezés
A nembe az alábbi 10 élő faj tartozik:
- Dentiraja australis (Macleay, 1884)
- Dentiraja cerva (Whitley, 1939)
- Dentiraja confusa (Last, 2008)
- Dentiraja endeavouri (Last, 2008)
- Dentiraja falloarga (Last, 2008)
- Dentiraja flindersi Last & Gledhill, 2008
- Dentiraja healdi (Last, White & Pogonoski, 2008)
- Dentiraja lemprieri (Richardson, 1845)
- Dentiraja oculata (Last, 2008)
- Dentiraja polyommata (Ogilby, 1910)